# Маній Ацилій Бальб (консул 114 року до н. е.)
Ма́ній Аци́лій Бальб (? — після 114 року до н. е.) — політичний, державний та військовий діяч Римської республіки, консул 114 року до н. е.

## Життєпис
Походив з роду нобілів Ациліїв. Син Манія Ацілія Бальба, консула 150 року до н. е. Замолоду брав участь у війні проти Персея Македонського у 167 році до н. е. У 117 році до н. е. став претором. У 114 році до н. е. обрано консулом разом з Гаєм Порцієм Катоном.
З того часу про подальшу долю згадок немає.